# Batalla del Piave
La Batalla del Piave (15-23 de junio de 1918), también conocida en Italia como Battaglia del Solstizio, Battaglia di Mezzo Giugno (Batalla de Mediados de Junio), o Seconda Battaglia del Piave (contando la Batalla del Monte Grappa como la primera), fue una victoria decisiva del ejército italiano durante la Primera Guerra Mundial.

## Trasfondo
Con la salida de Rusia de la guerra en 1917, el Imperio Austro-Húngaro pudo permitirse destinar fuerzas significativas al frente italiano y recibir refuerzos de sus aliados alemanes. El emperador austrohúngaro, Carlos I, había llegado a un acuerdo con Alemania para emprender una nueva ofensiva contra Italia, un movimiento que tanto el jefe del Estado Mayor, Arz von Straussenberg, como el comandante del Ejército del Sur del Tirol, Conrad von Hötzendorf, apoyaban. En otoño de 1917, en la batalla de Caporetto, alemanes y austríacos habían derrotado a los italianos, que se retiraron hacia el río Piave.

## Preliminares
La derrota de Italia en Caporetto llevó al despido del general Luigi Cadorna como jefe máximo del frente italiano; el general Armando Diaz, que le sustituyó como jefe del Estado Mayor italiano, organizó una fuerte línea de defensa a lo largo del río Piave. Hasta ese momento, en este frente, el ejército italiano había luchado en solitario contra los Imperios Centrales; tras la derrota en Caporetto, Francia y Gran Bretaña enviaron refuerzos. Estos, que representaban menos de la décima parte de las tropas italianas, fueron casi todos destinados de vuelta al frente occidental nada más empezar la Ofensiva de Primavera en marzo de 1918.
El ejército Austro-Húngaro también había sufrido recientemente un cambio de mando, y el nuevo jefe del Estado Mayor, Arthur Arz von Straussenburg, deseaba acabar con los italianos aprovechando el triunfo en Caporetto. Ambos comandantes austrohúngaros sobre el terreno, Franz Graf Conrad von Hötzendorf (el anterior jefe del Estado Mayor) y Svetozar Boroević von Bojna, querían también un ataque definitivo contra los italianos, pero no se ponían de acuerdo sobre el lugar donde debía llevarse a cabo. Conrad quería atacar desde el sur de los Alpes tiroleses hacia la meseta de Asiago y Vicenza. Boroević prefería al principio una acción defensiva, pero después quiso realizar un ataque frontal a lo largo del río Piave.
El mismo Straussenburg estaba a favor de atacar en la zona oeste del frente (el sector "Giudicarie"), en dirección a Brescia. Conrad y Boreivić no se soportaban el uno al otro, y ante ello el general Straussenburg -con apoyo del emperador Carlos de Austria, incapaces de decidirse entre ambos, dividieron el ejército en dos partes iguales entre los dos, reservando solo un pequeño grupo para una operación de distracción en el sector Giudicarie. La preparación para la ofensiva de los Imperios Centrales comenzó en febrero de 1918, tras una reunión en Bolzano entre los altos mandos austríaco y alemán. El general alemán Erich Ludendorff esperaba obligar con ello a las tropas estadounidenses -que recién llegaban a Europa- a enviar refuerzos al frente italiano, descuidando el frente de Francia. Los austrohúngaros, a diferencia de sus anteriores éxitos en Caporetto y de los posteriores intentos de romper el frente en el monte Grappa, no prepararon un ataque de precisión sobre un espacio reducido, sino que proyectaron la ofensiva como un golpe frontal, empleando toda la fuerza residual de su ejército en el frente. 
Las formaciones austro-húngaras habían sido entrenadas para emplear las tácticas desarrolladas por los alemanes en el frente occidental en la Ofensiva de Primavera, pues los oficiales austríacos, de vuelta del frente oriental, habían entrenado junto a sus homólogos alemanes. También hubo innovaciones en el otro bando: analizando la derrota de Caporetto, el Estado Mayor de Armando Díaz concluyó que la principal causa de esta había sido la falta de movilidad de las unidades italianas, atrapadas en un sistema de defensa demasiado rígido; el mando demasiado centralizado y la nula profundidad de las defensas, donde masas de regimientos y batallones se estorbaban entre sí en el frente de batalla.
Los nuevos planes para la batalla eliminaron el atrincheramiento continuo e idearon un sistema de defensa con alta movilidad, en el que hasta las unidades más pequeñas tenían permitido el libre movimiento para identificar puntos fuertes, independientes para decidir si contraatacar o retirarse, o directamente requerir el apoyo de la artillería. Además, en una reserva central se organizaron 13 divisiones equipadas con 6000 camiones, listas para ser enviadas a donde fuera necesario.

## Batalla

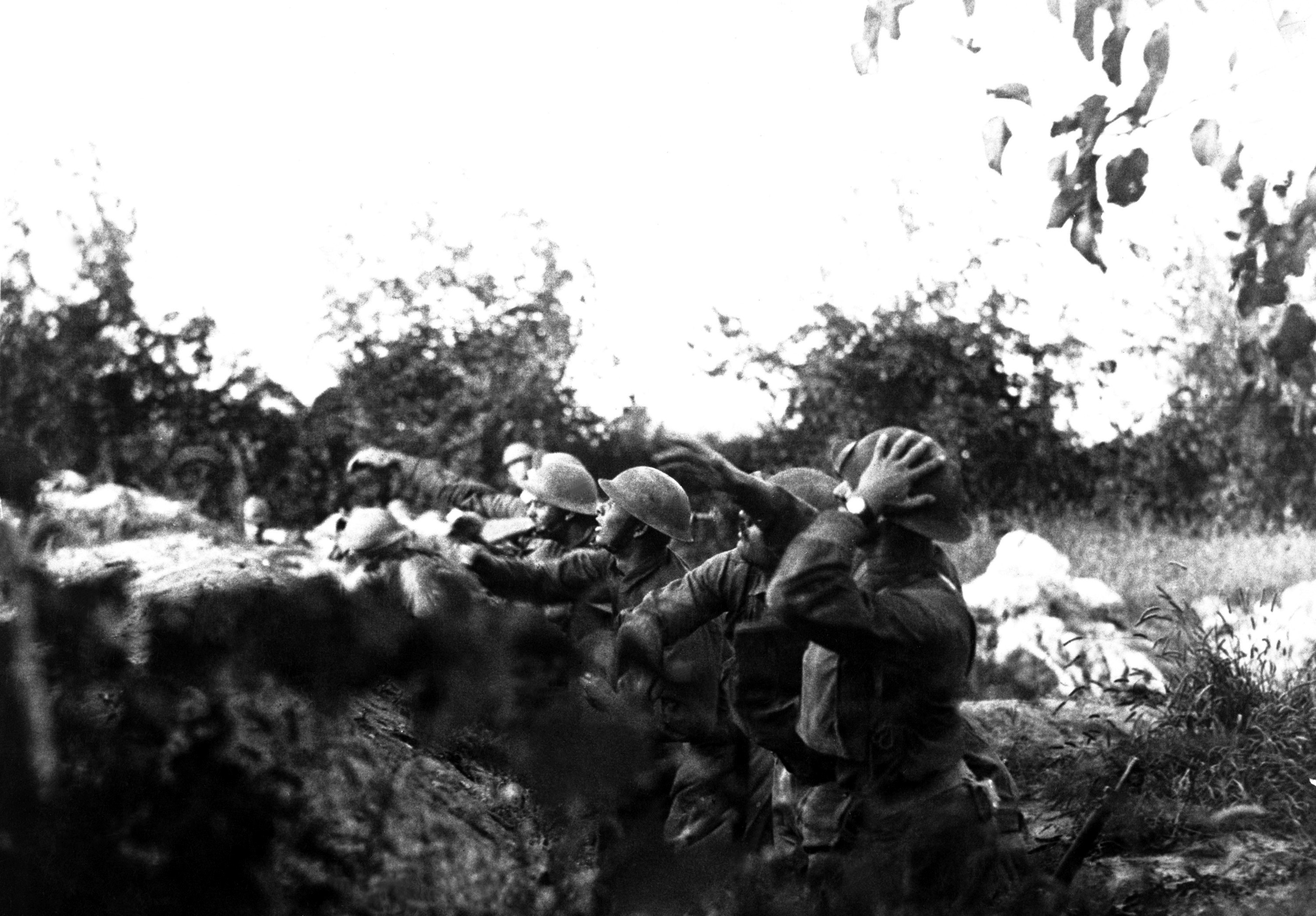
Soldados estadounidenses en las trincheras

Los primeros choque tuvieron lugar en el puerto de Tonale, en el sector norte, el 11 de junio. Los austrohúngaros bombardearon ligeramente las posiciones italianas, que asaltaron dos días más tarde. La acometida resultó un fracaso, puesto que el mal tiempo, la enconada resistencia italiana y los escasos estragos infligidos por la artillería austrohúngaro hicieron que la infantería desistiese pronto de intentar avanzar.
El general Diaz se enteró de la hora exacta del ataque austríaco por unos desertores enemigos: las 3:00 a. m. del 15 de junio. Por ello, a las 2:30h, la artillería italiana abrió fuego sobre todo el frente abarrotado de trincheras enemigas, infligiendo gran cantidad de bajas. En algunos sectores la barrera de artillería frenó o retrasó el ataque, y los austríacos se retiraron a sus posiciones defensivas creyendo que tendrían que hacer frente a un ataque inesperado, pero la mayor parte del frente siguió recibiendo la descarga. 
Los austrohúngaros contaban con más cañones (1589 frente a los 1314 del enemigo), pero de menor calibre y alcance. El bombardeo con gas no surtió efecto, lo que puso en grave riesgo los planes de los atacantes, puesto que era un aspecto crucial. Por añadidura, los italianos conocían el plan de ataque austrohúngaro merced a la información que les habían proporcionado unos desertores.

Esquema de la batalla, con los principales ejes de la acometida austrohúngara y los escasos avances que obtuvieron.

Boroević lanzó el primer ataque, hacia el sur a lo largo de la Costa Adriática, y hacia la mitad del río Piave. Los austríacos cruzaron el Piave y ganaron un terreno de 24 km de anchura y 8 de profundidad haciendo frente a una gran resistencia. Finalmente, Boroević fue frenado y obligado a retroceder. En los siguientes días, Boroević renovó el ataque pero la barrera de artillería destruyó la mayor parte de los puentes del río, y las formaciones austríacas que lo habían cruzado no podían recibir refuerzos ni suministros. Para empeorar las cosas, el Piave se desbordó aislando a un gran número de unidades en la orilla oeste del río, lo que los hacía un objetivo fácil para el fuego italiano. Unos 20.000 soldados austríacos se ahogaron mientras intentaban alcanzar la orilla este. El 19 de junio Díaz contraatacó y alcanzó a las tropas de Boroević en un flanco, causando abundantes bajas. El 21, los Aliados contaban ya con treinta divisiones frente a las catorce austrohúngaras a lo largo del Piave; el mando austrohúngaro comenzó entonces a sopesar poner fin a la ofensiva y retirar a las escasas unidades que habían avanzado algo los días anteriores.
Mientras tanto, Conrad atacó las líneas italianas al oeste de Boroević, en la meseta de Asiago, con el objetivo de capturar Vicenza. Sus fuerzas ganaron algo de terreno, pero no pudieron hacer frente a las unidades franco-británicas; lo que supuso 40.000 bajas más para el bando austríaco. El mismo día 15 los austrohúngaros habían empezado a replegarse y los británicos a contraatacar; el 16 habían recuperado las posiciones perdidas el día anterior. Más tarde,  Boroević sería particularmente crítico con el comportamiento de Conrad que, después del completo fracaso del primer ataque, prefirió seguir combatiendo con las fuerzas menguadas antes que pedir refuerzos.
Ante la falta de suministros y los ataques frontales de las unidades blindadas, el emperador Carlos, que había tomado personalmente el mando, ordenó la retirada a las tropas austro-húngaras el 20 de junio. El repliegue a través del río se llevó a cabo sin grandes contratiempos, puesto que los Aliados, que también habían sufrido copiosas bajas, no lo estorbaron. Para el 23 de junio los Aliados habían reconquistado todo el territorio al sur del Piave y la batalla había finalizado.
Se calcula que las bajas sufridas por los dos bandos en la batalla fueron parecidas: unas 69 079 en el bando austrohúngaro y 84 830 en el aliado.

## Repercusiones

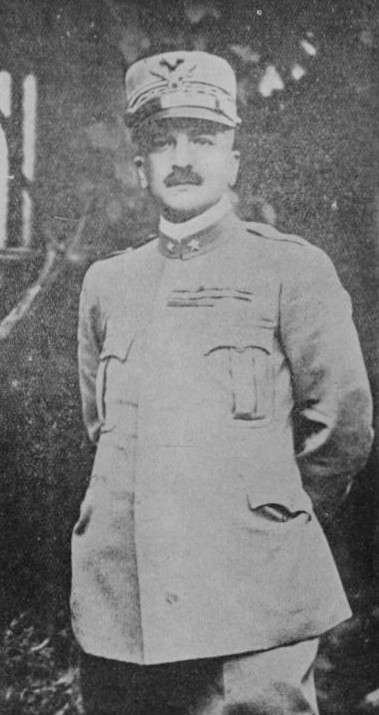
El general Armando Díaz

Tras la retirada austríaca, Diaz fue presionado por los Aliados, particularmente por el general Ferdinand Foch, para atacar y romper las defensas de Austria, obteniendo una victoria decisiva sobre el imperio, pero el italiano reconoció que la misma táctica que había resultado ser tan efectiva en la defensa, evitando una ofensiva inmediata, sería incapaz de ser efectiva en un ataque decisivo, pues las formaciones italianas estaban dispersas, mezcladas y mal coordinadas. Lo que es más, una vez que el ejército italiano cruzó el río, tuvieron que hacer frente a los mismos problemas logísticos que los austríacos. Por estas razones, en los días siguientes, solo se llevaron a cabo acciones limitadas para obtener mejores posiciones de cara al ataque definitivo.
Por otra parte, la batalla del Piave fue la última gran ofensiva militar del Imperio Austro-Húngaro. A pesar de haber tomado más de cincuenta mil prisioneros de la Entente, las pérdidas entre los austro-húngaros fueron muy altas. Un claro fracaso, la operación destruyó la moral y la cohesión del ejército, y tuvo repercusiones políticas para la continuidad en la guerra de Austria-Hungría.  La batalla señaló el final de su ejército como fuerza beligerante y dio comienzo al hundimiento del imperio, que terminó de consumirse en la batalla de Vittorio Veneto, cuatro meses después.

## En la cultura popular
Todavía hoy, para los italianos, hay dos lemas que recuerdan la batalla: estos fueron escritos en grafiti sobre los muros rotos de las casas rurales destruidas: "E' meglio vivere un giorno da leone che cent'anni da pecora" ("Es mejor vivir un día de león que cien años de oveja") y "Tutti eroi! O il Piave o tutti accoppati" ("¡Todos héroes! O el Piave o todos muertos"). Ambos trozos de muro se conservan en el santuario militar de Fagaré della Battaglia, una frazione de  San Biagio di Callalta.
La batalla es también descrita en la novela de Andrew Krivak "The Sojourn".